# Lanka Bandaranayake
Lanka Bandaranayake est une réalisatrice, productrice, scénariste, actrice et dramaturge sri-lankaise. Elle est notamment connue pour son court métrage Tradition (2016).

## Biographie
Lanka est née le 21 mai 1982 à Anuradhapura, au Sri Lanka. En 2016, elle a obtenu son baccalauréat ès arts à l'Université de Kelaniya, au Sri Lanka. Elle a été lauréate d'une bourse Chevening en 2021 pour Master de réalisation cinéma et télévision à l'Université de Bournemouth au Royaume-Uni.

## Carrière
Lanka a commencé sa carrière en tant qu'artiste de théâtre en 1998 avant de se lancer dans le cinéma en 2016. Elle a travaillé comme actrice et créatrice de costumes au théâtre, dans des séries télévisées et au cinéma.
En 2008, elle a joué dans Security, une pièce de théâtre mise en scène par Hewage Bandula. La pièce a été présentée au Festival Jeunesse de Théâtre de Colombo en 2008.
Son premier court-métrage Tradition a été sélectionné dans plus d'une quarantaine de festivals internationaux ,,,,,,,.
En 2019, elle réalise son deuxième court métrage, Inheritance (2020) grâce au soutien du British Council du Sri Lanka.
En 2020, Lanka a réalisé le chapitre The Delivery du film Goodnight Colombo.
Son troisième court métrage, Mahasona (2021), a été sélectionné dans divers festivals de cinéma,,.
En 2021, son projet de long métrage, The Hail, a été sélectionné par le programme de soutien pour les films indépendant au Global Media Makers à Los Angeles,.

## Filmographie
En tant que réalisatrice :
- 2016 : Tradition (réalisatrice, scénariste et productrice)
- 2020 : Inheritance (réalisatrice, scénariste et co-productrice)
- 2021: Mahasona (réalisatrice et co-scénariste)
- 2021 : The Delivery (réalisatrice et scénariste)

## Récompenses
- Punchi Janelaya - Prix spécial du jury (production) au National Youth Award Festival 2009[20]

- Tradition - Meilleure photographie à l'Euro Kino Czech IIFF 2017, République tchèque[11]; Meilleur court métrage au 12e Festival du film asiatique Jogja-NETPAC 2017, Indonésie[3]; Reconnaissance spéciale du jury au 9e Festival du film SAARC 2019, Sri Lanka[21]

- Héritage - Prix spécial du jury au Festival international du film de femmes de Colombo 2020, Sri Lanka[22]

- Lauréate dans la catégorie Culture et Créativité aux Study UK Alumni Awards Sri Lanka 2024[23]